# Tiger (lớp tàu tuần dương)
Lớp tàu tuần dương trực thăng Tiger là lớp đầu tiên loại này của Hải quân Hoàng gia Anh Quốc, và cũng là những tàu tuần dương cuối cùng được chế tạo cho Hải quân Anh.

## Thiết kế và chế tạo
Nguyên được thiết kế như những tàu tuần dương hạng nhẹ thuộc lớp Minotaur trong Chiến tranh Thế giới thứ hai, vốn chỉ có ba chiếc được hoàn tất: Swiftsure, Superb và Minotaur (được chuyển cho Hải quân Hoàng gia Canada và đổi tên thành Ontario). Hai chiếc khác thuộc lớp Minotaur đang trong quá trình chế tạo bị tháo dỡ, và việc hoàn tất ba chiếc khác bị ngưng lại vào năm 1946.
Việc hoàn tất ba chiếc bị tạm ngưng được tái tục vào năm 1954, theo một thiết kế cải tiến được biết đến dưới tên gọi lớp Tiger, do nhiều tàu tuần dương thời Thế Chiến II đã đến giai đoạn cuối của quãng đời phục vụ. Mọi chiếc này phải chấm dứt hoạt động trong những năm 1960 do sự cắt giảm mạnh mẽ ngân sách quốc phòng mà Hải quân Hoàng gia phải chịu đựng.
Thiết kế của lớp Tiger khác biệt so với lớp Minotaur nguyên thủy do chúng được trang bị hai tháp pháo QF 6 inch (152 mm) Mark N5 tự động nòng đôi hiện đại, được thiết kế dành cho Tiger thay vì kiểu tháp pháo 6 inch ba nòng lạc hậu sử dụng trên lớp Minotaur, vốn đã được thiết kế từ năm 1929. Đây là những khẩu pháo 6 inch cuối cùng được Hải quân Hoàng gia sử dụng. Thay cho năm tháp pháo 4 inch (102 mm) nòng đôi được thiết kế từ năm 1934, Tiger sử dụng ba tháp pháo QF 3 inch (76 mm) Mark N1 nòng đôi, cũng được thiết kế riêng cho Tiger, và chỉ được sử dụng cho lớp này và lớp tàu khu trục Restigouche của Canada.
Chiếc đầu tiên được đưa vào hoạt động là Tiger vào năm 1959, rồi đến lượt Lion vào năm 1960 và Blake vào năm tiếp theo, gần hai thập niên sau khi các con tàu được đặt lườn. Tuy nhiên, chúng đã lạc hậu do không được trang bị các hệ thống vũ khí tên lửa. Các lớp tàu khác sắp được đưa vào hoạt động, như các lớp tàu hộ tống Leander và Tribal, được trang bị hệ thống tên lửa Sea Cat, cho dù chỉ có ba chiếc lớp Tribal thực sự được gắn hệ thống vũ khí này. Vào năm 1963, Blake được đưa về lực lượng dự bị, tiếp nối bởi Lion vào năm 1964 và Tiger vào năm 1968.

## Cải biến
Vào năm 1965, công việc được bắt đầu đối với Blake để cải biến nó thành một tàu tuần dương trực thăng và chỉ huy, trong khi Tiger bắt đầu cải biến vào năm 1968. Một tháp pháo 6 inch nòng đôi phía đuôi được tháo dỡ để bổ sung một hầm chứa lớn và một bệ đáp, có khả năng mang bốn máy bay trực thăng. Hai tháp pháo 3 inch nòng đôi cũng được tháo dỡ lấy chỗ cho hai bệ phóng tên lửa Sea Cat bốn nòng. Ngoài ra, thêm nhiều bộ cảm biến cùng thiết bị kiểm soát và chỉ huy hiện đại được bổ sung, cho phép chúng thực hiện vai trò soái hạm của đội đặc nhiệm.
Việc cải biến đã khiến Tiger và Blake nặng thêm 380 tấn, với trọng lượng choán nước khi đầy tải là 12.080 tấn, và thủy thủ đoàn tăng thêm 169 người, lên đến 885. Trong quá trình cải biến, chúng mất đi kiểu dáng mượt mà của tàu tuần dương được ưa chuộng; hình dạng mới bị phê phán là vụng về và không trang nhã, và cả hai đều bị gán biệt danh "Con vịt xấu xí". Thoạt tiên Lion cũng dự định được cải biến, cho dù việc này đã không thực hiện: Việc cải biến Blake tỏ ra tốn kém hơn nhiều so với dự tính (5,5 triệu Bảng Anh) nên không còn đủ ngân quỹ. Điều mỉa mai là việc cải biến Tiger còn tốn kém hơn nữa (13,25 triệu Bảng Anh), do mức độ lạm phát vào thời đó. Lion sau đó bị bán để tháo dỡ.
Việc cải biến Swiftsure và Superb lên tiêu chuẩn của lớp Tiger được thực hiện nhưng không thể hoàn tất; việc tái trang bị Swiftsure bị hủy bỏ nửa chừng, còn công việc đối với Superb chưa bao giờ bắt đầu.

## Lạc hậu và ngừng hoạt động
Năm 1969, Blake hoạt động trở lại, được tiếp nối bởi Tiger vào năm 1972. Đến năm 1973, Lion được cho ngừng hoạt động, để dùng làm nguồn phụ tùng thay thế nhằm bảo trì cho Blake và Tiger. Với việc HMS Ark Royal được đưa về làm dự bị, Tiger và Blake trở thành những tàu chiến chủ lực duy nhất của Hải quân Hoàng gia có khả năng thực hiện các nhiệm vụ chống tàu ngầm căn bản. Việc cải biến đã cho phép Tiger và Blake kéo dài thời gian phục vụ thêm 15-20 năm nữa, nhưng việc thiếu hụt nhân sự mà Hải quân Anh gặp phải trong những năm 1970 khiến chúng gặp khó khăn. Hơn nữa, việc đưa vào hoạt động trở lại hai tàu sân bay Bulwark và Hermes, được cấu hình để thực hiện nhiệm vụ chống tàu ngầm, vốn cần thiết để chống lại mối đe dọa tàu ngầm của Liên Xô tại Đại Tây Dương, một mục đích mà lớp Tiger được sử dụng, đã làm giảm hơn nữa tầm quan trọng của những chiếc Tiger.
Vào tháng 4 năm 1978, Tiger được rút khỏi phục vụ, rồi được tiếp nối bởi Blake vào năm 1979. Việc Blake ngừng hoạt động vào năm 1979 đánh dấu chiếc tàu tuần dương cuối cùng phục vụ cho Hải quân Hoàng gia, khi vào ngày 6 tháng 12 năm 1979, nó bắn những loạt đạn pháo 6 inch lần cuối cùng trong eo biển Anh Quốc. Chỉ vài ngày sau khi Chiến tranh Falklands nổ ra vào cuối tháng 3 năm 1982, Blake và Tiger được nhanh chóng khảo sát nhằm xác định tình trạng có thể tái sử dụng. Cả hai chiếc đều ở trong tình trạng rất tốt, và được đưa vào ụ tàu (Tiger ở Portsmouth và Blake ở Chatham) bắt đầu công việc tái kích hoạt. Đến giữa tháng 5, người ta xác định các con tàu không thể kịp hoàn thành để có thể tham gia chiến tranh, nên công việc bị ngừng lại. Cho dù Chile bày tỏ sự quan tâm muốn sở hữu cả hai chiếc, việc mua bán không tiến triển, và cả hai chiếc bị bỏ không trong tình trạng không được bảo trì. Blake bị bán để tháo dỡ vào năm 1982, và được tiếp nối bởi Tiger vào năm 1986.